# 小野真由美
小野 真由美（おの まゆみ、1984年8月14日 - ）は、富山県小矢部市出身の女子フィールドホッケー選手である。

## 来歴
大谷中3年で全国優勝。石動高でインターハイ準優勝、国体優勝。天理大学でも4年時に主将として日本リーグ優勝を経験。
2006年アジア競技大会の日本代表にも選ばれる。
卒業後の2007年、コカ・コーラウエストに入社、コカ・コーラウエストレッドスパークス（現・コカ・コーラレッドスパークス）に所属。
2008年北京オリンピック代表にも選出されている。
2019年9月21日、京セラドーム大阪のオリックス対ロッテが「SOMPO認知症サポートデー」として行われ、SOMPOケア所属の小野はプロ野球史上初めて、スティックを使っての始球式を行った。